# Simmy
Simphiwe Nhlangulela, née en 1994, plus connue sous son nom de scène, Simmy, est une chanteuse et compositrice sud-africaine de musique électronique, néo-soul et pop expérimentale. Elle chante en anglais et en zoulou.

## Biographie
De culture zouloue, Simphiwe Nhlangulela est née en 1994 à Tugela Ferry, un bourg dans le centre du KwaZulu-Natal, sur la rive nord de la rivière Tugela, en Afrique du Sud. Elle est la plus jeune d’une fratrie de quatre enfants. Elle est une ancienne élève de l’université du KwaZulu-Natal, où elle a étudié les sciences sociales.
Elle commence sa carrière en auditionnant pour les versions sud-africaines des émissions de télévision Idol et Got Talent, sans être sélectionnée. Sa carrière musicale professionnelle débute vraiment en 2017 par une signature chez El World Music, suivie de la sortie de son premier album studio Tugela Fairy en 2018. Cet album, remarqué, lui vaut d’être nommée dans plusieurs catégories lors des 25e South African Music Awards, en 2019. Un deuxième album, Tugela Fairy (Made of Stars) sort en 2020. Tugela Fairy peut se traduire par « la fée de Tugela », et, rappelant le nom de son lieu de naissance en jouant des ressemblances entre fairy et ferry, témoigne également de l’attachement de cette artiste à sa région natale, en pays zoulou.